# Трийт Уилямс
Ричард Трийт Уилямс (на английски: Richard Treat Williams) (1 декември 1951 г. – 12 юни 2023 г.) е американски актьор, писател, певец и автор, който се появява в киното, на сцената и телевизията с над 120 участия.
Той първо се прочува с главната си роля в музикалния филм от 1979 г. „Коса“, а по-късно участва и във филмите „Принцът на града“, „Имало едно време в Америка“, „Късната смяна“, „Финал по холивудски“, „Мис таен агент 2“ и „127 часа“. 
От 2002 до 2006 г. играе главния герой в телевизионния сериал „Евърууд“. Номиниран е за две награди на Гилдията на екранните актьори, три награди „Златен глобус“, две награди „Сателит“ и една „Награда за независим дух“.

## Ранен живот и образование
Уилямс е роден на 1 декември 1951 г. в Роуейтън, Кънектикът, син на Мариан (родена Андрю), търговец на антики, и Ричард Норман Уилямс, изпълнителен директор на корпорация. Неговият прапрапрапрадядо по майчина линия е сенатор Уилям Хенри Барнъм от Кънектикът, трети братовчед на шоумена ПТ Барнъм. Уилямс е далечен роднина на Робърт Трейт Пейн, който е подписал Декларацията за независимост.
Трийт Уилямс играе футбол в гимназията. Завършва училището в Кент в Кънектикът и Франклин и Маршал Колидж в Пенсилвания.

## Кариера
Трийт Уилямс дебютира в киното в трилъра от 1975 г. „Дидли Херо“. На следващата година той играе поддържаща роля в „Дъ Риц“, частен детектив с писклив глас, който търси заподозрения в гей баня. Той привлича вниманието на света през 1979 г., когато играе ролята на Джордж Бъргър във филма на Милош Форман – „Коса“, която се основава на едноименния бродуейски мюзикъл от 1967 г. Уилямс е номиниран за награда „Златен глобус“ за ролята си във филма. Той е включен и в изданието на списание „Плейгърл“ през февруари 1980 г. Трийт продължава да се появява в над 75 филма и няколко телевизионни сериала. Забележителните филми включват: 1941 (1979), „Имало едно време в Америка“ (1984), „Мъртва Топлина“ (1988), „Неща за правене в Денвър“, „Когато си мъртъв“ (1995) и „Deep Rising“ (1998).
Втората номинация на Уилямс за „Златен глобус“ е за главната му роля в „Принцът на града“ на Сидни Лумет (1981). Третата му номинация е за изпълнението му като Стенли Ковалски в телевизионната презентация на „Трамвай на име Желание“. През 1996 г. той е номиниран за награда „Еми“ за най-добър актьор от „Академията за телевизионни изкуства и науки“ за работата си в „Късната смяна“, филм на HBO, в който изобразява агента Майкъл Овиц .
През 1996 г. той играе злодея Ксандър Дракс в голямата бюджетна адаптация на комикса на „Парамаунт“ „Фантомът“, в която героят на Уилямс прави всичко възможно да завладее света и да убие мистериозния супергерой на Били Зейн.
Кариерата на Уилямс включва множество сценични роли. Печели награда на „Драматичната лига“ за работата си в Бродуей в „Глупостите на Стивън Зондхайм“, и друга за участието в производството на бродуейската продукция „Смелите капитани“. Други забележителни негови шоута на Бродуей включват „Смазка“, „Братята на Шърман!“, „Веднъж в живота“, „Пиратите на Пенсанс“ и „Любовни писма“, а извън Бродуей, той се появява в „Олеана“ и „О, по дяволите, по дяволите“ на Дейвид Мамет (в центъра на Линкълн), „Някои мъже се нуждаят от помощ“ и „Може би го правя погрешно“ на Ранди Нюман. Уилямс прави премиера на Лос Анджелиската продукция на „Любовни писма“ и се появява и във „Военни писма“ в „Канон Тиатър“ в Лос Анджелис.
Играе д-р Андрю Браун, главният персонаж, в телевизионния сериал на Световната банка „Евърууд“, като неврохирург от Ню Йорк, който премества семейството си в Колорадо. Въпреки че рейтингите на шоуто никога не са били грандиозни, той печели признанието на критиците и има всеотдайни последователи. Уилямс получава две номинации за награда SAG (2003 и 2004) за ролята си в шоуто.
Уилямс прави няколко гостувания в драмата на Ей Би Си „Братя и сестри“ като Дейвид Мортън, приятел и потенциален ухажор на героинята на Сали Фийлд. Той участва в краткотрайния сериал „Хеартланд“ по TNT като Натаниел Грант, но сериалът е отменен поради ниски рейтинги. Той също така участва във филма за цял живот „Стълбищни убийства“, излъчен на 15 април 2007 г.
Участва във филма на Холмарк Ченъл „Отвъд черната дъска“, с бившата си съ-звезда от „Евърууд“ Емили Ванкамп. За първи път шоуто е излъчено по CBS на 24 април 2011 г.
Уилямс се появява в пилотния телевизионнен филм на Си Би Ес Peachtree Lines, в ролята на кмет Линкълн Райлън. Сериалът е изследване на политически, социални и културни въпроси в Атланта. Играе и ролята на Мик О'Брайън в телевизиония сериал на Холмарк Ченъл, наречен „Чесапийк Шорс“, в който участва от август 2016 г. до 2022 г. Също участва в „Чикаго Файър“, в ролята на бащата на Кели Северид, Бени Северид до смъртта на героя му през сезон 7.
Уилямс е автор на детската книга „Въздушно шоу!“, илюстрирана от Робърт Нойбекер, публикувана през 2010 г. от Disney/Hyperion Books. Насочена към аудитория от деца на възраст от три до седем години. Книгата закачливо документира изживяването на авиошоу с прост текст и смели илюстрации на такива самолети като Боинг B-17, специален биплан на Питс и Блу Анжел F/A-18 на ВМС на САЩ.

## Личен живот
През 1969 г. треньорът по футбол на гимназията на Трийт Уилямс, който също е и инструктор по летене, му предлага да го обучи в „Piper Super Cub“. На 21 години той е частен пилот. Уилямс става търговски пилот с квалификация на FAA с привилегии както в едномоторни, така и в многомоторни самолети, както и в роторни хеликоптери. Той притежава типов рейтинг за самолети Cessna Citation,[5] и е сертифициран като инструктор по полет. Той притежава квалификации за Piper Clipped-wing Cub, Piper Cherokee 180, Piper Seneca II и Piper Navajo Chieftain, който се използва за семейни пътувания между домовете.
Трийт Уилямс живее в Парк Сити, Юта и в Манчестър Център, окръг Бенингтън, Върмонт със съпругата си Пам Ван Сант и двете деца, Гил и Ели.

## Смърт
Уилямс претърпява сериозни наранявания при инцидент с мотор във Върмонт, САЩ. Уилямс кара своя мотор, когато шофьор с Хонда се блъсва в него.
Трийт Уилямс умира на 71 години в болница в Олбани на 12 юни 2023 г.

## Песни в „Коса“
Записва песните „Donna“, „Manchester, England“, „I'm Black“, „I Got Life“, „Hair“, „Going Down“, „Good Morning Starshine“, „Flesh Failures (Let the Sunshine In)“ към саундтрака на филма „Коса“.

## В театъра
- Grease – Дани Зуко – 1972 – 80
- Over Here! – Юта – 1974 – 75
- Once in a Lifetime – Джери Хиланд – 1978
- The Pirates of Penzance – Краля на пиратите – 1981 – 82
- Some Men Need Help – Хъдли Т. Сингълтън III – 47th Street Theatre – 1982
- Love Letters – Андрю Мейкпик Лад III – 1989 – 90
- Bobby Gould in Hell – Боби Гулд – Mitzi E. Newhouse Theater – 1989
- Oleanna – Джон – Orpheum Theatre – 1992 – 94
- Captains Courageous, the Musical – Мануел – Manhattan Theatre Club – 1999
- Follies – Бъди Плъмър – Belasco Theatre – 2001

## Филмография
- Deadly Hero – Билингс – 1975
- The Ritz – Майкъл Брик – 1976
- Marathon Man – генерал Парк Джогър – 	Uncredited – 1976
- The Eagle Has Landed – капитан Хари Кларк – 1976
- Hair – Дзордж Бъргър – Nominated – Golden Globe Award for New Star of the Year – Actor – 1979
- 1941 – Corporal Chuck 'Stretch' Sitarski	 – 1979
- The Empire Strikes Back – Rebel Soldier – Cameo appearance – 1980	[10]
- Why Would I Lie?	Cletus – 1980
- Prince of the City	Daniel Ciello – номинация, Golden Globe Award for Best Actor – Motion Picture Drama – 1981
- The Pursuit of D. B. Cooper – Д.Б. Купър– 1981
- Neapolitan Sting – Фердинандо – 1983
- Once Upon a Time in America – Джеймс Конуей О'Донъли – 1984
- Flashpoint – Ърни Уайът – 1984
- Smooth Talk – Арнолд Френд – 1985 – номинация, Independent Spirit Award for Best Male Lead
- The Men's Club – Тери – 1986
- Sweet Lies – Петер – 1988
- Night of the Sharks – Дейвид Зиглър– 1988
- The Third Solution – Марк Хендриксх – 1988
- Dead Heat – детектив Роджър Мортис – 1988
- Heart of Dixie – Хойт Кънингам – 1989
- Beyond the Ocean – Кристофър – 1990
- Where the Rivers Flow North – менажерът на шампионите – 1993
- Hand Gun – Джордж Маккалистър – 1994
- Texan – човекът от Чинос – късометражен филм; също режисьор – 1994 – Chicago International Film Festival Award for Best Short – 1994
- Things to Do in Denver When You're Dead – Бил „критичният“ – 1995
- Mulholland Falls – полковник Натан Фитджералд	 – 1996
- The Phantom – Ксандър Дракс – 1996
- The Devil's Own – Били Бърг – 1997
- Deep Rising	 – Джон Финеган – 1998
- The Substitute 2: School's Out – Карл Томасън – 1998
- The Deep End of the Ocean – Пат Кападора – 1999
- The Substitute 3: Winner Takes Ал – Карл Томасън – 1999
- Extreme Limits – 	Джейсън Рос – 2001
- Skeletons in the Closet – Уил – 2001
- The Substitute: Failure Is Not an Option – Карл томасън – 2001
- Venomous – др. Дейвид Хенинг – 2001
- Gale Force – Сам Карет – 2002
- Холивудски финал – Хал – 2002
- The Circle – Спенсър Рънч – 2002
- Miss Congeniality 2: Armed and Fabulous – FBI асистент-директор Уолтър Колинс – 2005
- Moola – Луис Гордън – 2007
- The Hideout – бащата на Ейми – 2007
- What Happens in Vegas	 – Джак Фулър Старши – 2008
- Maskerade – мр. Тъкър – 2010
- Howl – Марк Шорър – 2010
- 127 Hours – Лари Ралстън – 2010
- Martino's Summer – капитан Джеф Кларк – 2010
- A Little Bit of Heaven – 	Джак Корбет – 2011
- Oba: The Last Samurai – полковник Весингер – 2011
- Attack of the 50 Foot Cheerleader – др. Грей – 2012
- Deadfall – шериф-маршал Т. Бекер – 2012
- In the Blood – Робърт Грант – 2013
- Reaching for the Moon – Робърт Лоуел – 2013
- Barefoot – Mr. Wheeler – 2014
- Operation Rogue – генерал Ханк Уолъс – 2014
- The Congressman – Чарли Уиншип – 2016
- The Etruscan – усмихнатия Франк – 2017
- Second Act – Андерсън Кларк – 2018
- The Great Alaskan Race – др. Уелч – 2019
- Drunk Parents – Дан Хендерсън – 2019
- Run Hide Fight – шериф Тарси – 2020
- Dolly Parton's Christmas on the Square – Карл – 2020
- TBA – The Dougherty Gang – Джеймсън. Р. Донован – Post-production – 2020
- TBA – 12 Mighty Orphans – Амон Картър – 2020

## В телевизията
- 1985 – American Playhouse – Хъдли Т. Сингълтън III – епозод: „Some Men Need Help“
- 1987 – Faerie Tale Theatre – принц Андрей – епозод: „The Little Mermaid“
- 1991 – Eddie Dodd – Еди Дод – основен актьорски състав; сезон 1
- 1992 – Tales from the Crypt – Хаътрд Принс – епозод: „None But the Lonely Heart“
- 1992 – Batman: The Animated Series – др. Ахил Мило (глас) – 2 епозода
- 1993 – Road to Avonlea – Зак Морган – епизод: „Moving On“
- 1993 – 94 – Good Advice – Джак Харолд – основен актьорски състав; сезони 1 – 2
- 2002 – UC: Undercover – Теди Колинс – епизод: „Teddy C“
- 2002 – Going to California – офицер Терънс „Тери“ Милър – епозод: „The West Texas Round-up and Other Assorted Misdemeanors“
- 2002 – 06 – Everwood	др. Андрю „Адни“ Браун – основен актьорски състав; сезони 1 – 4

номинация – Satellite Award for Best Actor – Television Series Drama
номинация – SAG Award for Outstanding Performance by a Male Actor in a Drama Series (2003 – 04)
номинация – Teen Choice Award for Choice TV Parental Unit
- 2006 – Brothers & Sisters – Дейвид Мортън – 3 епозода
- 2007 – Heartland – др. Натаниел „Нате Гранд“ – основен актьорски състав; сезон 1
- 2011 – Against the Wall – Дон Ковалски – основен актьорски състав; Season 1

Law & Order: Special Victims Unit – Джейк Стентън – епозод: „Spiraling Down“
- 2012 – Leverage – Пийт Райзинг – епозод: „The Blue Line Job“
- 2012 – The Simpsons – себе си/Уилям Съливан – епозод: „A Totally Fun Thing That Bart Will Never Do Again“
- 2012 – 13 – White Collar – Самюъл Фелпс/Джеймс Бенет – повтаряща се роля; сезон 4
- 2013 – 18 – Chicago Fire – Бени Северайд– повтаряща се роля;18 епозоди сезон 1 – 7
- 2013 – Hawaii Five-0 – Мик Лоуган – 2 епозода
- 2014 – CSI: Crime Scene Investigation – Сам – епозод: „Dead in His Tracks“
- 2015 – American Odyssey – полковник Стивън Глен – основен актьорски състав; сезон 1
- 2016 – Chesapeake Shores – Mick O'Brien – основен актьорски състав – презентация
- 2016 – 19 – Blue Bloods – Lenny Ross – повтаряща се роля; сезон 6 – 10